# Universitas Pelita Harapan
Universitas Pelita Harapan (UPH) is een particuliere Indonesische universiteit
De Universitas Pelita Harapan werd in december 1993 opgericht. Zij is gebaseerd op christelijke beginselen en heeft faculteiten voor toerisme, bedrijfseconomie, techniek, rechtsgeleerdheid, politieke en sociale wetenschappen, letteren, medicijnen, informatica, onderwijs, wis-en natuurkunde en psychologie. In de meeste faculteiten kan zowel een bachelor als een master graad behaald worden, promotie is alleen mogelijk in de rechtenfaculteit. De universiteit is gevestigd in Tangerang.